# Willington Worthenbury
Willington Worthenbury (en anglais) ou Willington Wrddymbre (en gallois) est une communauté du borough de comté de Wrexham, au pays de Galles.

## Géographie
La communauté rurale de Willington Worthenbury se trouve dans le sud-est du borough de comté de Wrexham, près de la frontière anglaise, dans la région historique du Maelor Saesneg. Elle comprend les villages de Worthenbury / Wrddymbre et Tallarn Green / Thalwrn Green.

## Démographie
Au recensement de 2011, la communauté de Willington Worthenbury comptait 827 habitants.